# Mercenaries 2: Inferno di fuoco
Mercenaries 2: Inferno di fuoco (titolo originale Mercenaries 2: World in Flames, letteralmente dall'inglese "Mercenari 2: Mondo in fiamme") è un videogioco d'azione, sparatutto in terza persona, seguito di Mercenari, sviluppato da Pandemic Studios e pubblicato da Electronic Arts nel 2008 per varie piattaforme.
Il gioco è ambientato durante una guerra per impossessarsi degli ultimi giacimenti di petrolio in Venezuela. Il gioco è più completo del suo predecessore: oltre a contare su un arsenale più vasto, il protagonista può mettersi alla guida di molti veicoli (tra i quali elicotteri, motoscafi e carri armati).

## Trama
Nel gioco è possibile scegliere fra tre personaggi giocabili, tutti dal gioco precedente: Jennifer Mui, Mattias Nilsson e Chris Jacobs.
Il gioco è ambientato nell'agosto del 2010 in Venezuela. La storia inizia con il giocatore che si avvicina alla villa di Ramon Solano, un imprenditore miliardario. Egli incarica il giocatore di salvare un generale dell'esercito venezuelano di nome Carlos Carmona, uno degli amici di Solano, che ha provato a eseguire un colpo di Stato ma ha fallito, ed è stato rinchiuso da una parte del suo stesso esercito che rifiutava di operare il golpe. Il giocatore si fa strada in una vecchia fortezza per salvare Carmona. Una volta salvato Carmona, Solano tenta di uccidere il mercenario per evitare di pagarlo.
Tuttavia, il giocatore riesce a scappare e comincia a pianificare la sua vendetta verso Solano: riesce a occupare la sua villa, usandola come base. In seguito a un secondo, riuscito, colpo di Stato di Carmona, Solano si dichiara dittatore del Venezuela. Egli prende il controllo delle riserve di petrolio, che erano precedentemente controllate da una compagnia chiamata Universal Petroleum, che aveva un contratto con il governo, dando a loro il controllo del petrolio della nazione. Tuttavia, le azioni dell'esercito di Solano hanno distrutto molte delle città del Venezuela, seguendo quindi uno scontro tra le forze mercenarie della Universal Petroleum e l'esercito venezuelano, che è risultato in un collasso del paese, lasciando la gente senza casa e causando una situazione di disordini. In risposta a questo, un gruppo ribelle chiamato People's Liberation Army of Venezuela (o PLAV) si è sollevato e ha cominciato a combattere contro l'esercito.
Il giocatore aiuta le fazioni in cambio di denaro e informazioni su Solano catturando gli avamposti venezuelani, verificando obiettivi prioritari (chiamati anche O.P.), distruggendo strutture e completando altri obiettivi secondari per le varie fazioni. Il giocatore, inoltre, si affilia ad una fazione di moderni pirati. Dopo aver distrutto una piattaforma petrolifera ed aver verificato Blanco (un associato che ha tradito il giocatore per Solano), per richiesta del P.L.A.V., il giocatore scopre così dove si nasconde Solano: in un bunker nei pressi della cascata del Salto Angel.
Il giocatore tenta di distruggere il bunker che, tuttavia, è resistente alle normali bombe a penetrazione. I carri armati di Carmona attaccano la PMC, ma il giocatore riesce a distruggerli, e Carmona cerca di scappare, ma il giocatore gli va dietro e riuscirà a verificarlo.
Il caos ora è al centro dell'attenzione della comunità internazionale. Una grande forza di Nazioni Alleate, comandate dagli Stati Uniti (la fazione N.A., una parodia dell'ONU), e l'esercito popolare di liberazione della Cina si muovono. Le N.A. dovrebbero essere una forza multinazionale di pace per dare stabilità al territorio, ma il giocatore scopre che a capo dell'operazione c'è un agente della CIA di nome Joyce, che ha la responsabilità di assicurare il petrolio dopo che era divenuto chiaro che l'alleato principale delle N.A., l'Universal Petroleum, non sarebbe riuscito ad assicurare il petrolio. L'esercito cinese, invece, supportava il P.L.A.V, mentre era chiaro che l'unico fine del P.L.A.V. era quello di fermare alcuni generali venezuelani, incluso Carmona. I cinesi, quindi, assaltano la nazione.
I diversi piani degli Alleati e quelli dei cinesi per il petrolio causano uno scontro tra le due fazioni. Il giocatore deve scegliere attentamente da che parte stare, poiché quasi tutti i contratti di ognuna delle due fazioni sono contro l'altra, dopo avere scelto. Il giocatore completa i contratti per la fazione con cui ha scelto di stare in cambio di una bomba nucleare a penetrazione, per distruggere il bunker fortificato di Solano. Quando uno dei contratti è completo, Caracas diventa il sito dei maggiori scontri tra le N.A. e le forze cinesi. Gli scontri finiscono dopo che il giocatore verifica uno dei comandanti delle fazioni. Il comandante della fazione che si è scelto di aiutare, tuttavia, non vuole dare quella bomba nucleare a penetrazione, ma Solano usa un'arma nucleare per distruggere il quartier generale della fazione; questo costringe la stessa fazione a dare al giocatore la bomba nucleare a penetrazione.
Il giocatore, quindi, si dirige verso il bunker di Solano, e dopo aver combattuto contro la resistenza venezuelana, distrugge una grande parte della struttura con la bomba. Il giocatore si infiltra nel bunker e dirotta l'elicottero con cui Solano cerca di scappare. Dopo aver ucciso il pilota (in un minigioco dove bisogna premere il tasto giusto al momento giusto), il giocatore si confronta con Solano dentro l'elicottero, che ora è fuori controllo dentro il bunker. Il giocatore verifica Solano e salta fuori dall'elicottero prima dello schianto. Dopodiché, il giocatore si riunisce ai suoi mercenari nella sequenza finale, discutendo di un potenziale cliente in India.

## Modalità di gioco

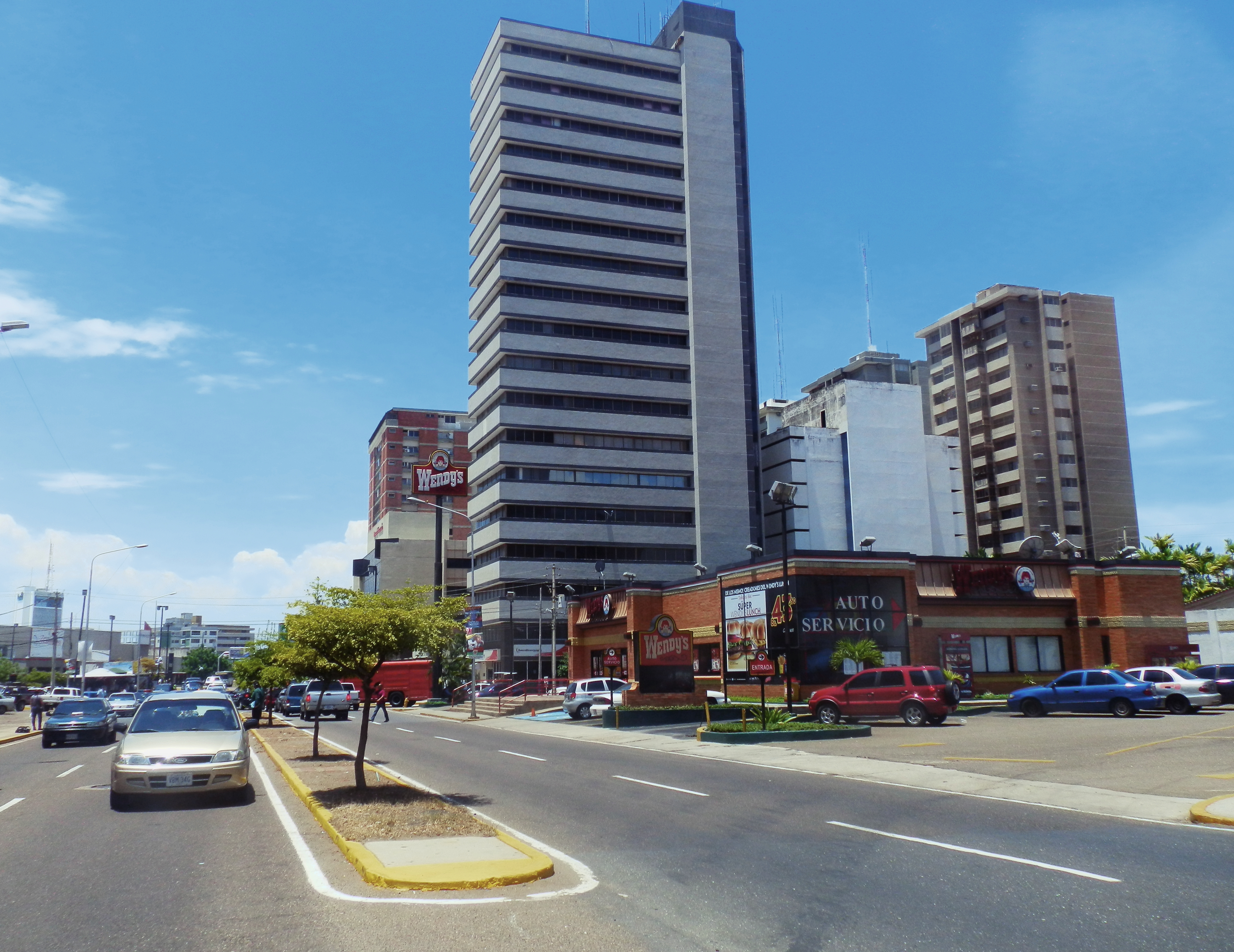
Maracaibo, una delle città dove si svolge il gioco

In Mercenaries 2 vengono presentate delle novità, tra cui l'abilità di nuotare. Pandemic successivamente ha potenziato il sistema Havok 5.5 physics engine, come menzionato sul sito ufficiale.
Sono stati aggiunti nuovi veicoli, come le barche. Il dirottamento dei mezzi ora consiste in un piccolo minigioco (dove bisogna premere a tempo i tasti che vengono mostrati), relativo al grado di difficoltà del veicolo che si sceglie di rubare. Gli elicotteri dispongono di un verricello con cui possono prelevare e trasportare veicoli; la capacità di trasporto dipende dalle dimensioni dell'elicottero (un Rigue può trasportare appena una jeep, mentre un Condor può trasportare senza troppi problemi un carro armato pesante). Un rampino estensibile è stato aggiunto per aiutare la cattura degli elicotteri.
Ci sono tre mercenari che possono essere reclutati:
- Eva Navarro, che può essere usata come meccanico;
- Ewan, un pilota di elicottero che può portare merci preziose e veicoli utili, e che può prelevare da zone calde se necessario;
- Mischa, un pilota di bombardiere che si può affittare per attacchi aerei.

Il gioco include zone del Venezuela realmente esistenti, da Caracas alla Foresta amazzonica. Include anche città e regioni come Maracaibo, Cumaná, Mérida, Ciudad Guayana, Guanare, il fiume Orinoco, il lago di Maracaibo, l'Isla de Margarita e altre.

### Versione PlayStation 2
La versione per la seconda generazione della console Sony riprende alcune delle innovazioni introdotte dal gioco per PlayStation 3 come la possibilità di utilizzare imbarcazioni e i quick time event per requisire i veicoli da combattimento. La mappa risulta più ridotta, mentre i mezzi e le armi sono per lo più ripresi dal precedente capitolo con qualche aggiunta. La critica ha sottolineato che questo secondo episodio soffre di numerosi bug grafici e di un'intelligenza artificiale dei png inadeguata. Apprezzati risultano invece essere il sonoro e la longevità complessiva del titolo.

## Fazioni

### PMC
La PMC (Private Military Company), o Compagnia Militare Privata, è la compagnia di mercenari personale del giocatore. È da considerarsi una fazione a parte e ha la propria sede dentro la villa di Solano.
Personale della PMC:
- Mattias Nilsson - Nato ad Arvidsjaur, Svezia. Mattias è il mercenario più robusto: la sua salute si rigenera più in fretta rispetto agli altri mercenari.

Mattias ha iniziato la sua esperienza nelle guardie forestali artiche svedesi, in cui mostra il suo coraggio e anche poco riguardo per la propria vita. Il suo bisogno di adrenalina lo porta ad avere degli scontri con i suoi superiori; quando uno di questi ultimi finisce in ospedale dopo una rissa con lui, viene licenziato e inizia una nuova vita in una gang di motociclisti, nota come Wolfpack Brotherhood. Sotto la sua influenza, la gang è divenuta una delle più ricercate in Svezia, fino alla sua cattura, ma una volta evaso di prigione, è divenuto un mercenario per saziare la sua sete di distruzione.
- Christopher Jacobs - Nato a San Jose, California. Chris è il mercenario più forte: trasporta più munizioni degli altri.

Chris è nato in una famiglia di militari. Volendo seguire le orme del padre, entrò nel Combat Application Group. Durante il suo servizio, si distingue per la responsabilità che si prende conducendo i suoi in situazioni pericolose in Iraq, Afghanistan, Darfur. Ma è in queste missioni che si rese conto di quanto sia corrotto il sistema militare. Quando il suo arruolamento terminò, divenne un mercenario.
- Jennifer Mui - Nata a Hong Kong. Jen è il mercenario più rapido: corre più veloce.

Figlia di un impiegato del governo inglese e di una insegnante di inglese, quando i suoi genitori divorziarono seguì il padre a Londra, ma rimase molto legata alla madre, che però restò a Hong Kong. Jen imparò molto presto a essere indipendente, divenne un'eccellente studentessa ed un'ottima atleta, e presto entrò nell'MI6, ma non durò molto: lasciò l'MI6 per uno stipendio più adatto ai suoi gusti, quello del mercenario.

### Esercito venezuelano
L'esercito venezuelano, o V.Z., è la forza principale da sconfiggere, i cui soldati sono fedeli a Solano e a Carmona; saranno sempre e comunque ostili a tutte le altre fazioni.
I V.Z. hanno l'equipaggiamento più letale, dato che spazia dai carri armati pesanti (come il Tank pesante Jaguar) agli elicotteri d'assalto (come l'Anaconda); la loro pecca è che, data la loro posizione, si ritrovano a dover affrontare più di un nemico contemporaneamente. Sono armati con AK-47, RPG e RPD. I veicoli sono l'Iguana, il Tank leggero Puma, il Tank pesante Jaguar e l'elicottero pesante Anaconda.

### Universal Petroleum
La Universal Petroleum, o U.P., è una compagnia petrolifera americana presente sul territorio venezuelano. La compagnia aveva stabilito un accordo col governo venezuelano cinquant'anni prima, fino a quando Solano non ha preso il potere, decidendo di nazionalizzare le riserve di combustibile.
La U.P. si avvale di mercenari che utilizzano Colt M4 senza modifiche, così come fucili di precisione ed occasionalmente degli RPG, ma essendo una forza mercenaria assoldata principalmente per la difesa, i loro veicoli sono troppo leggeri se confrontati con quelli dei guerriglieri venezuelani (non offrono di più di Tank leggeri o piccoli elicotteri, ma comunque da non sottovalutare), ma hanno a disposizione diversi attacchi aerei. Attraverso i loro dialoghi, si può capire che ai mercenari non importa molto della Universal Petroleum, i loro unici interessi sono la paga che la compagnia dà loro e le informazioni su Solano. Ewan, l'elicotterista, all'inizio lavorava per la U.P. sin dal suo arrivo in Venezuela.

### Armata Popolare di Liberazione del Venezuela
L'Armata Popolare di Liberazione del Venezuela, o P.L.A.V. (People's Liberation Army of Venezuela), è un gruppo rivoluzionario marxista-maoista, che cerca di sottrarre il potere alle ricche compagnie e di instaurare un governo socialista a beneficio del popolo; l'Armata è comandata da Marcela Acosta, una donna che crede candidamente negli ideali del marxismo e nello stile dei rivoluzionari.
Alcuni dei loro veicoli sono uguali a quelli usati dall'esercito venezuelano; i guerriglieri, oltre che a ridipingerli, hanno aggiunto delle armature improvvisate (filo spinato, aculei in acciaio, ecc.); altri sono mezzi americani risalenti alla guerra del Vietnam, e altri ancora sono stati venduti loro dai cinesi.

### Pirati
Sono moderni pirati giamaicani, con il QG nelle isole a nord del territorio. Oltre a dedicarsi alla pirateria, si occupano di altre attività illecite, come il contrabbando di animali esotici e il traffico di organi umani.
Come i V.Z., sono ostili alle altre fazioni, tranne al mercenario (se ovviamente rimarrà nelle loro grazie). Hanno a disposizione una grande varietà di veicoli e velivoli. Non hanno, però, a disposizione supporto aereo o artiglieria.

### Nazioni Alleate
Le Nazioni Alleate, o N.A., sono una coalizione libera di Stati Uniti e altri 12 stati. Anche se, in realtà, solo gli Stati Uniti sono in campo; le altre nazioni hanno contribuito donando denaro e/o equipaggiamento.
Le N.A. hanno l'armamento più letale, e anche più costoso sia in termini di denaro che di carburante.
Le armi dei loro soldati sono dei M8, così come armi pesanti per abbattere elicotteri e carri armati nemici. I loro mezzi variano dagli Hummer leggeri ai carri armati pesanti, agli elicotteri d'assalto e da trasporto. I loro mezzi acquatici sono delle motovedette presenti in quasi tutto il gioco. Dalla loro comparsa in poi, avranno anche degli enormi cacciatorpediniere, purtroppo non guidabili.

### Esercito cinese
L'Esercito cinese finanziava i rivoluzionari del P.L.A.V. per poter permettere loro di salire al potere, in modo che vendessero il petrolio ad un prezzo vantaggioso; ora, invece, con l'arrivo delle Nazioni Alleate, decide di sbarcare in Venezuela con l'obiettivo dichiarato di voler aiutare la popolazione ad instaurare un governo comunista. Sono comandati da Peng, che fa la sua comparsa dal capitolo precedente. Anche se i suoi capi vogliono il petrolio, Peng desidera fortemente una guerra con gli americani per poter mostrare al mondo la potenza della Cina.
I soldati cinesi sono equipaggiati col fucile QBZ-95, e dispongono, inoltre, di un enorme dispiegamento di mezzi corazzati ed elicotteri da guerra. La loro debolezza sta, però, nel supporto aereo, praticamente inesistente.

## Controversie
Il gioco è stato fortemente criticato dal governo venezuelano, che ha accusato il governo statunitense di tentare di ottenere l'appoggio del pubblico americano nel caso di una vera invasione del Venezuela per rovesciare Hugo Chávez.
Pandemic Studios, che ha già pubblicato un simulatore per l'US Army, in risposta alle critiche ha pubblicato sul sito ufficiale di Mercenaries 2 la seguente dichiarazione:

## Espansioni
È stata pubblicata un'espansione del gioco che offre 4 nuove missioni alla storia principale.

## Accoglienza
La rivista Play Generation lo classificò come il quinto miglior gioco d'avventura del 2008. La stessa testata lo classificò come la conversione più indegna tra i titoli disponibili su PlayStation 2.